# Austalis ciliata
Austalis ciliata är en tvåvingeart som först beskrevs av de Meijere 1913.  Austalis ciliata ingår i släktet Austalis och familjen blomflugor. Inga underarter finns listade i Catalogue of Life.